# Ґодеок
Ґодеок (Ґудеох, Ґодехок) (д/н — після 488) — король лангобардів.

## Життєпис
Син короля Ільдеока. Очолив лангобардів на завершальному відрізку міграції уздовж Ельбу, а потім до Дунаю. Пройшовши сучасні землі Чехії та Моравії, лангобарди на чолі із Ґодеоком прибули до Ругіланду. На той час королівство ругіїв було знищено Одоакром. Ймовірно з дозволу останнього лангобарди стали селитися на цих землях. Ґодеок визнав зверхність короля герулів. Заклав підвалини лангобардського утворення в Норику. Його справу продовжив син Клаффон.